# 2016년 하계 올림픽 에스토니아 선수단
2016년 하계 올림픽 에스토니아 선수단은 2016년 8월 5일부터 8월 21일까지 브라질 리우데자네이루에서 열린 2016년 하계 올림픽에 참가한 올림픽 에스토니아 선수단이다.

## 메달 집계

### 메달리스트
동메달
- 알라르 라야
- 안드레이 얨새
- 터누 엔드렉손
- 카스파르 타임소(조정 남자 쿼드러플 스컬)

## 같이 보기
- 2016년 하계 올림픽